# Sendat

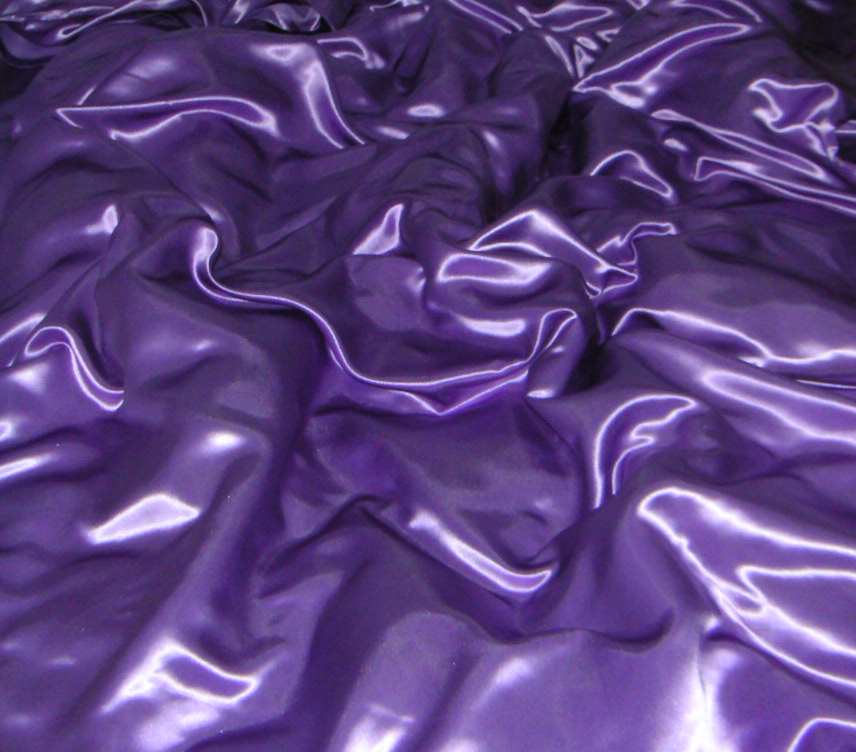
Llençol modern de ras o setí. Algunes varietats de sendat tenien un aspecte semblant.

Sendat era la denominació genèrica antiga de qualsevol roba fina de seda. S'usava en peces de vestir, vels, banderes, penons, roba de llit, folradures,... Per les seves característiques físiques de finor i porositat, algunes varietats de sendat s'usaven en la fabricació de sedassos. També es podien emprar directament per a colar líquids o passar pólvores.
Algunes traduccions al francès del teme occità o català sendat, el fan equivalent al terme francès taffetas. En castellà és cendal.

## Etimologia
L'etimologia de sendat és controvertida. Hi ha autors que fan derivar el terme de “seda” i altres de “sindone”.
- El diccionari de Roque Barcia ofereix la versió següent:[3][4]

```
ETIMOLOGÍA. Del árabe sendal, tafetán; griego, σινδών (sindón), tela fina; latín, sindon; italiano, zendale; francés, cendal; provenzal, cendal, cendat, sendat; catalán, cendal, cendat.
```

## Documents
- 1271. Barcelona. Llibre verd: “...sendats de Lucca, sendats reforsats e plans, cendat d'oltra mar...”[5]
- 1285. En un sirventès de Pèire Vidal: "Sendatz vermelhs, endis e ros".[6][7]
- 1289. En un document asturià: “una colcha de çendal ialne” (una colxa de sendat groc).[8]
- En el Decameró (1349-1351): "... in una giubba de zendado verde rimase..."[9]
- 1375. Corts de Montsó.[10]
- 1383.[11]
- 1463. Catalunya. Els sendats i altres robes cares havien de pagar la taxa d'un sou per lliura, considerant el preu del teixit.[12]
- 1718. “ XII pesses de cendats verts e XII pesses de cendats vermells... compraren a Montpesler...”.[13]
- 1763.[14]
- 1800. "Zendado" en italià.[15]
- 1840. Diccionari italià: "zendado".[16]